# Callopora confluens
Callopora confluens är en mossdjursart som beskrevs av Cook 1968. Callopora confluens ingår i släktet Callopora och familjen Calloporidae. Inga underarter finns listade i Catalogue of Life.